# سعدان (بلاد الروس)

تعديل مصدري - تعديل

سعدان هي إحدى قرى عزلة الربع الشرقي بمديرية بلاد الروس التابعة لمحافظة صنعاء، بلغ تعداد سكانها 837 نسمة حسب تعداد اليمن لعام 2004.